# محمدکریم پیرنیا
محمدکریم پیرنیا (۱۲۹۹، یزد - ۱۳۷۶ تهران) استاد دانشگاه، محقق، نویسنده، نظریه‌پرداز معماری ایرانی بود.

## زندگی
پیرنیا در ۲۵ شهریور سال ۱۲۹۹ خورشیدی در شهر یزد زاده شد. وی دوران دبستان را در «مدرسه اسلام» گذراند و بعد از تأسیس مدرسه دولتی، در «مدرسه نمره دو» ادامه تحصیل داد. وی پس از طی دوره علمی در «دبیرستان ایرانشهر» یزد برای ادامه تحصیل به تهران آمد. او با وجود آنکه در زمینه ادبیات تحصیل می‌کرد و در این زمینه موفقیت‌هایی نیز کسب کرده بود، ادبیات را رها کرده و در کنکور اولین دوره دانشکده هنرهای زیبا، به دلیل علاقه‌ای که به هنر و معماری داشت شرکت کرد و پذیرفته شد. عدم توجه چندان به معماری ایرانی و تأکید بیشتر بر معماری غربی و آثار اروپایی در دانشگاه‌های آن زمان، سرانجام پیرنیا را بر آن داشت که تحصیلات خود را دانشکده هنرهای زیبا ناتمام رها کند و به بررسی‌ها و تحقیقات فردی خویش متکی شود و تلاش کرد با بررسی بناها و گفتگو با معماران و استادکاران قدیمی برخی از ویژگی‌ها و اصول معماری ایرانی را مورد شناسایی قرار دهد و به تدریج حاصل تحقیقات خود را در طی مقالاتی که تدوین نمود، در اختیار عموم قرار داد.
محمدکریم پیرنیا در ۹ شهریور ماه ۱۳۷۶ در گذشت. مزار او بنا به درخواست وی در «خانه رسولیان» یزد که در حال حاضر دانشکده هنر و معماری یزد در این مکان قرار دارد، واقع است.
پیرنیا افزون بر معماری، در ادبیات، خوشنویسی، نقاشی و موسیقی نیز دستی داشت، بر زبان‌های عربی و عبری مسلط بود، زبان پهلوی را به خوبی می‌دانست و با خط میخی نیز آشنا بود.

## سابقه آموزشی
محمدکریم پیرنیا مدت‌ها از سال ۱۳۴۴ تا مدتی پیش از انقلاب به عنوان معاون فنی سازمان حفاظت آثار باستانی در زمینه ترمیم، تعمیر و احیاء بناها و آثار باستانی فعالیت می‌کرد و مدتی نیز در دانشکده هنرهای زیبا و دانشگاه شهید بهشتی به تدریس معماری ایرانی اشتغال داشت.
محمدکریم پیرنیا کتب و مقالات بسیار در مورد سبک‌شناسی معماری ایرانی تألیف کرده‌است و بدین دلیل او را پدر معماری سنتی ایران می‌دانند. او به ویژه تحقیقات پردامنه‌ای بر روی تاق در معماری ایرانی و انواع و سبک‌های آن انجام داده بود.

## آثار نوشتاری

### فهرست کتب
- هندسه در معماری، گردآوری زهره بزرگمهری، تهران، سازمان میراث فرهنگی، چاپ دوم ۱۳۸۵.
- سبک‌شناسی معماری ایرانی تدوین غلامحسین معماریان ویراستار علی محمد رنجبر کرمانی سروش دانش، ۱۳۸۳.
- شیوه‌های معماری ایران، تدوین غلامحسین معماریان، تهران، نشر هنر اسلامی، ۱۳۸۱.
- آشنایی با معماری اسلامی ایران، تدوین غلامحسین معماریان، تهران، دانشگاه علم و صنعت، ۱۳۷۱.
- راه و رباط، به همراه افسر کرامت‌الله، تهران، انتشارات سازمان ملی حفاظت آثار باستانی، ۱۳۵۲، چاپ دوم، سازمان میراث فرهنگی، انتشارات آرمین، ۱۳۷۰.
- کتاب هنر دبیرستان، بخش معماری

### فهرست مقالات، سخنرانی‌ها و مصاحبه‌ها
- ۱- «سبک‌شناسی معماری ایران»، باستان‌شناسی و هنر ایران، شماره ۱، ۱۳۴۷، ص ۵۴–۴۳
- ۲- «بیماری بلوار» هنر و مردم، سال ۶، شماره ۶۹، ۱۳۴۷، ص ۴۳–۳۹
- ۳- «بازار ایران»، باستان‌شناسی و هنر ایران، شماره ۳، ۱۳۴۸، ص ۶۰–۵۵
- ۴- «درگاه و کتبیه آستان حضرت عبدالعظیم» باستان‌شناسی و هنر ایران، شماره دوم، بهار ۱۳۴۸
- ۵- «مسجد جامع فهرج»، باستان‌شناسی و هنر ایران، شماره ۵، ۱۳۴۹، ص ۱۳–۲
- ۶- «تویزه، قوس، دور» هنر و معماری، شماره ۸، ۱۳۴۹، ص ۱۶–۹
- ۷- «طاق و گنبد» هنر و معماری، شماره ۱۱–۱۰، ۱۳۵۰، ص ۴۰–۳۱
- ۸- «مروری بر کتاب نظری اجمالی بر شهرنشینی و شهرسازی در ایران»، مجله اثر. شماره ۱، ۱۳۵۹
- ۹- «خیز و اندام گنبدهای ایران»، هنر و معماری، شماره ۱۱–۱۰، ۱۳۵۰، ص ۷۴–۶۷
- ۱۰- «بادگیر و خیشخان» هنر و معماری، شماره ۱۱–۱۰، ۱۳۵۰، ص ۳۰–۱۹.
- ۱۱- «پاسداری از یادگارهای ایران باستان»، هنر و معماری، شماره ۱۷، ۱۳۵۲، ص ۶۰–۵۴
- ۱۲- «ارمغان‌های ایران به جهان معماری، گنبد»، هنر و مردم، سال ۱۲، شماره ۱۳۷–۱۳۶، ۱۳۵۲، ص ۷–۲
- ۱۳- «بناهای تاریخی هر کشور در حکم شناسنامه‌های فرهنگی است» هنر و معماری، سال ۵، شماره ۱۷، ۱۳۵۲، ص ۵۵
- ۱۴- «خانه‌های خدا در ایران زمین»، هنر و مردم، سال ۱۳، شماره ۱۴۹، ۱۳۵۳، ص ۸–۲
- ۱۵- «ارمغان‌های ایران به جهان معماری، جناغ و کلیل»، هنر و مردم، سال ۱۲، شماره ۱۴، ۱۳۵۴، ص ۶–۲.
- ۱۶- «ارمغان‌های ایران به جهان معماری، پادیاب»، هنر و مردم، سال ۱۲، شماره ۱۳۹، ۱۳۵۳، ص ۳۱–۲۵
- ۱۷- «سبک آذری»، فرهنگ معماری ایران، شماره ۱، ۱۳۵۴، ص ۵۵
- ۱۸- «مردم‌واری در معماری ایران»، فرهنگ و زندگی، شماره ۲۴، ۱۳۵۵، ص ۶۵–۶۲
- ۱۹- «خواب آلودگان به شیوه‌های معماری ایران نام بیگانه می‌نهند»، هفت هنر، شماره ۲۳، ۱۳۵۵، ص ۵۳–۴۶
- ۲۰- «معماری مساجد ایران، راهی به سی ملکوت»، فصلنامه هنر شماره ۳، ۱۳۶۲، ص ۱۵۱–۱۳۶
- ۲۱- «شرایط اقلیمی کویر و مسائل مربوط به بناهای خشتی»، معماری ایران، گردآوری آسیه جوادی، تهران، انتشارات مجرد، ۱۳۶۳، ص ۸۹۴–۸۸۹
- ۲۲- «مساجد»، معماری ایران دوره اسلامی، گردآوری محمدیوسف کیانی، تهران، نشر جهاد دانشگاهی، ۱۳۳۶، ص ۲۲–۱
- ۲۳- «معماری ایران»، مجموعه سخنرانی‌های کرمان، ۱۳۵۰، ص ۳۴–۱۷
- ۲۴- «استاد محمدکریم پیرنیا و اصول معماری سنتی ایران»، تهران، کیهان فرهنگی، ۱۳۶۴، سال دوم، ص ۱۳–۳
- ۲۵- «در و پنجره در معماری ایران»، باستان‌شناسی و هنر ایران، شماره دوم، بهار ۱۳۴۸، ص ۸۱–۷۵
- ۲۶- «پای صحبت استاد مهندس پیرنیا»، تهران، کیهان علمی، ۱۳۷۳، سال ششم، شماره ۸، ص ۴۰–۲۹
- ۲۷- «گنبد در معماری ایران»، گردآوری زهره بزرگمهری، مجله اثر، شماره ۲۰، ۱۳۷۰.